# Birok, Dubno
Birok (în ucraineană Бірок) este un sat în comuna Ploska din raionul Dubno, regiunea Rivne, Ucraina.

## Demografie
Componența lingvistică a localității Birok
     Ucraineană (99,11%)
     Alte limbi (0,89%)
Conform recensământului din 2001, majoritatea populației localității Birok era vorbitoare de ucraineană (99,11%), existând în minoritate și vorbitori de alte limbi.